# メートル・ドテル
メートル・ドテル（フランス語: maître d'hôtel、発音: [mɛːtʁə d‿otɛl]）は、英語ではヘッド・ウェイター (head waiter)、ホスト (host)、ウェイター・キャプテン (waiter captain) などとも称され、またアメリカ合衆国ではメートル・ディ（maître d'、(アメリカ: [ˈmeɪtər diː]）とも称される、格式高いレストランの接客面における、あるいは、「店の前面 (front of the house)」における責任者。給仕を含む接客全般について指揮をする立場であり、日本語では、給仕長などと呼ばれることもある。メートル・ドテルの職責には、ウェイターなどのスタッフの監督、客の出迎えとテーブルの割り振り、テーブル予約の受付、そして、客を満足させることなどが含まれている。
フランス語の原義は「ホテルの主人」といった意味であるが、転じてレストランの給仕係の長を指すようになっている言葉であり、日本語でこの表現を用いるのは、おもに高級フランス料理店などである。
ホテルやクルーズ客船のように、内部に複数のレストランを抱えている大規模な施設では、メートル・ドテルはしばしば、ルームサービスやビュッフェも含めた、施設全体の接客の責任者であり、そうした場合、個々のレストランやダイニング・ルームの接客を務める責任者は、ヘッド・ウェイターとかスーパーバイザー (supervisor) と称される。
調理の一部をテーブルで行うようなレストランでは、メートル・ドテルが魚の骨をとったり、サラダを仕上げたり、フランベをすることもある。